# ペインド・ウィンドウ

ペインド・ウィンドウの一例 (3ペイン)

ペインド・ウィンドウは、ペインと呼ばれる枠で分割されている窓のこと。元々は、壁にある分割された窓ガラスを意味していた。
コンピュータ分野では、グラフィカルな環境で分割されたウィンドウを意味する。例としては次のようなものがある。
- 典型的な統合開発環境でのコードブラウザ
- 複数のパネルを持つファイルマネージャ
- HTMLのframe要素で分割されたウェブページ